# Brunelles
Brunelles és un municipi francès, situat al departament de l'Eure i Loir i a la regió de Centre – Vall del Loira. L'any 2007 tenia 537 habitants.

## Demografia

### Població
El 2007 la població de fet de Brunelles era de 537 persones. Hi havia 206 famílies, de les quals 44 eren unipersonals (32 homes vivint sols i 12 dones vivint soles), 71 parelles sense fills, 87 parelles amb fills i 4 famílies monoparentals amb fills.
La població ha evolucionat segons el següent gràfic:
Habitants censats

### Habitatges
El 2007 hi havia 273 habitatges, 210 eren l'habitatge principal de la família, 47 eren segones residències i 16 estaven desocupats. 266 eren cases i 1 era un apartament. Dels 210 habitatges principals, 189 estaven ocupats pels seus propietaris i 21 estaven llogats i ocupats pels llogaters; 11 tenien dues cambres, 45 en tenien tres, 50 en tenien quatre i 104 en tenien cinc o més. 156 habitatges disposaven pel capbaix d'una plaça de pàrquing. A 94 habitatges hi havia un automòbil i a 109 n'hi havia dos o més.

### Piràmide de població
La piràmide de població per edats i sexe el 2009 era:
| Homes | Edats   | Dones |
| ----- | ------- | ----- |
| 0     | 95 o +  | 0     |
| 0     | 90 a 94 | 0     |
| 0     | 85 a 89 | 0     |
| 0     | 80 a 84 | 4     |
| 8     | 75 a 79 | 16    |
| 4     | 70 a 74 | 8     |
| 4     | 65 a 69 | 4     |
| 20    | 60 a 64 | 8     |
| 8     | 55 a 59 | 8     |
| 16    | 50 a 54 | 24    |
| 36    | 45 a 49 | 12    |
| 16    | 40 a 44 | 28    |
| 12    | 35 a 39 | 12    |
| 20    | 30 a 34 | 24    |
| 24    | 25 a 29 | 24    |
| 28    | 20 a 24 | 20    |
| 8     | 15 a 19 | 16    |
| 12    | 10 a 14 | 8     |
| 12    | 5 a 9   | 12    |
| 12    | 0 a 4   | 24    |

## Economia
El 2007 la població en edat de treballar era de 362 persones, 276 eren actives i 86 eren inactives. De les 276 persones actives 265 estaven ocupades (148 homes i 117 dones) i 11 estaven aturades (5 homes i 6 dones). De les 86 persones inactives 38 estaven jubilades, 26 estaven estudiant i 22 estaven classificades com a «altres inactius».

### Ingressos
El 2009 a Brunelles hi havia 215 unitats fiscals que integraven 576 persones, la mediana anual d'ingressos fiscals per persona era de 18.520 €.

### Activitats econòmiques
Dels 12 establiments que hi havia el 2007, 1 era d'una empresa alimentària, 1 d'una empresa de fabricació d'altres productes industrials, 4 d'empreses de construcció, 2 d'empreses de comerç i reparació d'automòbils, 1 d'una empresa de transport, 1 d'una empresa d'hostatgeria i restauració, 1 d'una empresa de serveis i 1 d'una empresa classificada com a «altres activitats de serveis».
Dels 5 establiments de servei als particulars que hi havia el 2009, 2 eren paletes, 2 guixaires pintors i 1 perruqueria.
L'any 2000 a Brunelles hi havia 19 explotacions agrícoles que ocupaven un total de 1.206 hectàrees.

## Equipaments sanitaris i escolars
El 2009 hi havia una escola elemental integrada dins d'un grup escolar amb les comunes properes formant una escola dispersa.

## Poblacions més properes
El següent diagrama mostra les poblacions més properes.